# Benoît Kounkoud
Benoît Kounkoud, né le 19 février 1997 au Chesnay, est un joueur français de handball. Il évolue au poste d'ailier droit avec le KS Kielce.
Le 28 janvier 2024, il devient champion d'Europe avec l'équipe de France.

## Biographie
Né au Chesnay, c'est toutefois au club de La Source (La Réunion) qu'il se fait remarquer. Avec l'équipe de France jeunes, il remporte ainsi en 2014 le champion d'Europe des moins de 20 ans puis en 2015 le champion du monde jeunes 2015.
Entre-temps, il a quitté La Réunion pour la métropole et le centre de formation du Paris Saint-Germain Handball.
Après seulement 9 matchs en championnat de France ainsi que quelques apparitions en Ligue des champions, il est convoqué en équipe de France par Claude Onesta afin de pallier le forfait de Valentin Porte pour la Golden League. Il participe alors avec l'Équipe de France au Championnat d'Europe 2016 où il marque 11 buts en près de 2 heures de jeu. Par la suite, s'il participe à la préparation pour les Jeux olympiques 2016, il n'est finalement pas retenu par Claude Onesta et ne participe pas non plus aux autres compétitions internationales, étant devancé à son poste par Luc Abalo et Valentin Porte, décalé à l'aile après l'émergence de Dika Mem, Nedim Remili et Melvyn Richardson au poste d'arrière droit.
En 2022, il prend la direction du club polonais du KS Kielce avec son coéquipier Nedim Remili avec un contrat portant sur quatre saisons,.
Le 30 janvier 2024, il est interpellé pour soupçon de tentative de viol survenu la veille dans une boîte de nuit parisienne, alors qu'il fêtait le titre de champion d'Europe avec les Bleus. Ressorti libre à l'issue d'une garde à vue, le joueur conteste « fermement » ces accusations « gravement mensongères ». Trois jours plus tard, son club du KS Kielce le suspend « le temps que l'affaire soit clarifiée par les autorités françaises »,.

## Palmarès

### En club
Compétitions internationales
- Finaliste de la Ligue des champions (2) : 2017, 2023

Compétitions nationales
- Vainqueur du Championnat de France (8) : 2015, 2016, 2017, 2018, 2019, 2020, 2021, 2022
- Vainqueur de la Coupe de France (4) : 2015, 2018, 2021, 2022
- Vainqueur de la Coupe de la Ligue (3) : 2017, 2018, 2019
- Vainqueur du Trophée des champions (2) : 2016, 2019
- Vainqueur du Championnat de Pologne (1) : 2023
  - Finaliste de la Coupe de Pologne (1) : 2023

### En équipe nationale
équipe de France A
- 5e place au championnat d'Europe 2016
-  médaille d'or au championnat d'Europe 2024
-  Médaille de bronze au championnat du monde 2025

équipe de France jeunes
-  médaille d'or au championnat d'Europe des moins de 20 ans 2014
-  médaille d'or au championnat du monde jeunes 2015

## Galerie

Benoit Kounkoud avec le PSG en 2017
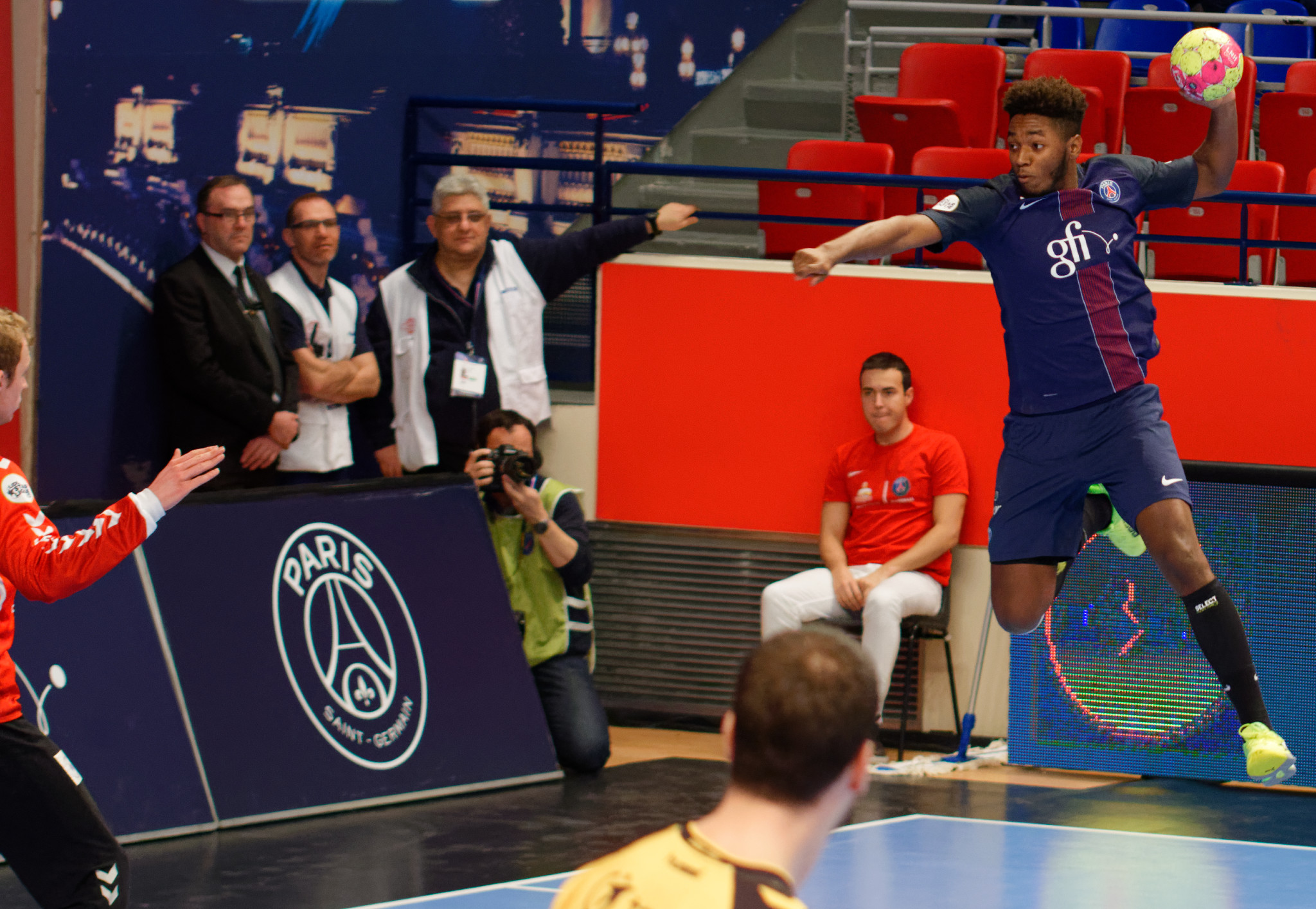
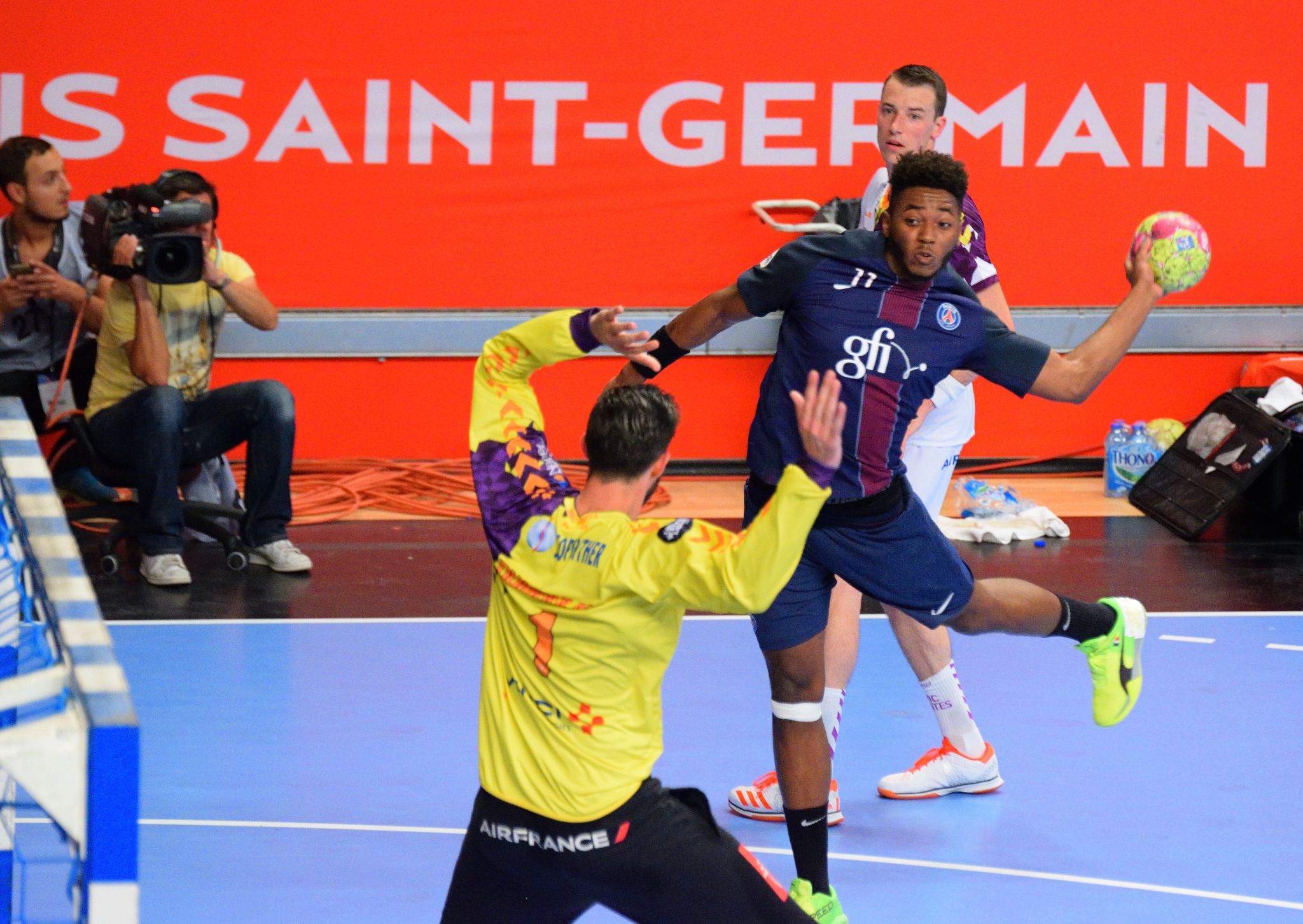
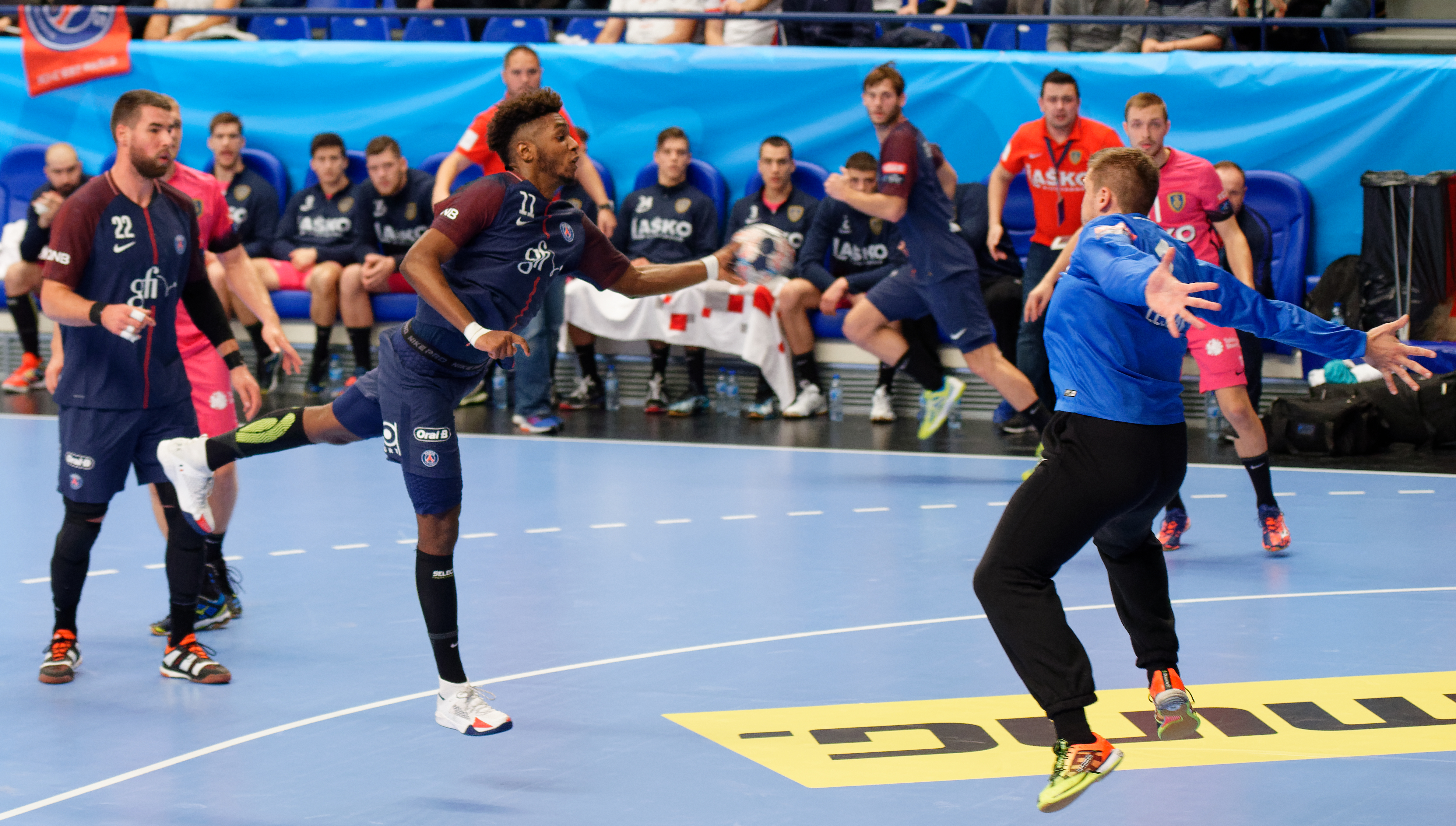